# Sury-le-Comtal
Sury-le-Comtal is een gemeente in het Franse departement Loire (regio Auvergne-Rhône-Alpes). De plaats maakt deel uit van het arrondissement Montbrison. Sury-le-Comtal telde op 1 januari 2022 6.651 inwoners.

## Geografie
De oppervlakte van Sury-le-Comtal bedroeg op 1 januari 2022 24,18 vierkante kilometer; de bevolkingsdichtheid was toen 275,1 inwoners per km².

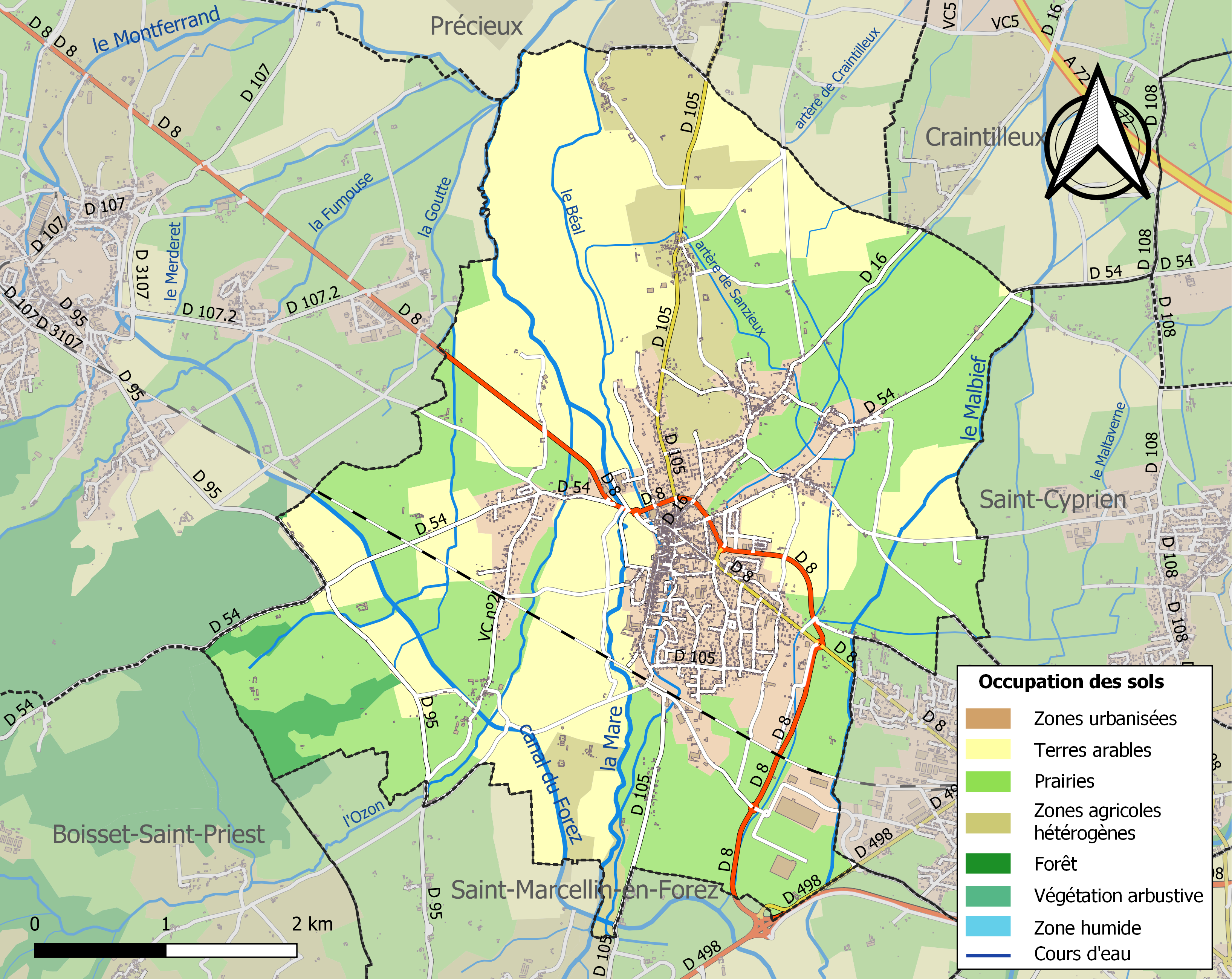
Kaart van de gemeente met de belangrijkste infrastructuur, bodemgebruik en omliggende gemeenten

## Verkeer en vervoer
In de gemeente ligt spoorwegstation Sury-le-Comtal.

## Demografie
Onderstaande figuur toont het verloop van het inwonertal (bron: INSEE-tellingen).